# ديد ريسنج 2
ديد ريسنج 2 (بالإنجليزية: Dead Rising 2)‏ هي لعبة فيديو من نوع رعب البقاء، صدرت في 2010. وهي متوفرة على أجهزة بلاي ستيشن 3 ومايكروسوفت ويندوز وإكس بوكس 360 . اللعبة من تطوير بلو كاسل جيمس وهي من نشر كابكوم.

## روابط خارجية
- ديد ريسنج 2 على موقع IMDb (الإنجليزية)